# Трудный (Амурская область)
Трудный — упразднённый железнодорожный блокпост (тип населённого пункта) в Сковородинском районе Амурской области России. В 1979 году исключен из учётных данных.

## География
Располагался правом берегу ручья Талый Ключ, на перегоне Могоча — Сковородино Забайкальской железной дороги, на расстоянии примерно 2 километров (по прямой) к востоку от посёлка Уруша.

## История
Решением Амурского исполкома от 23 мая 1979 года № 246, железнодорожный блокпост Трудный исключен из учётных данных, как населённый пункт служебного значения.